# Adela Noriega
Adela Amalia Noriega Méndez (Ciudad de México, 24. listopada 1969.) meksička je glumica.

## Životopis
Adela Noriega rođena je 24. listopada 1969. u gradu Ciudad de Méxicu u Meksiku. Njen je otac umro i ostala je sama s majkom, dvije godine starijom sestrom Reynom i mlađim bratom Alejandrom.
S petnaest je godina glumila u telenoveli Juana Iris i u showu Chacun Chacun. Godine 1987. sudjelovala je u telenoveli Quinceanera, a nedugo zatim i u telenoveli Yesenia. Nakon tih uspješnih telenovela otišla je SAD gdje je glumila u telenoveli Guadalupe. Godine 1995. otišla je u Kolumbiju gdje je glumila u Maríji Boniti. 
Tijekom sljedećih godina ostvarila je brojne važne uloge u telenovelama.

## Filmografija
| Naslov                | Godina        | Uloga                                          |
| --------------------- | ------------- | ---------------------------------------------- |
| Cachún cachún ra ra!  | 1984. – 1987. | Adela                                          |
| Principessa           | 1984.         | Alina                                          |
| Juana Iris            | 1985.         | Romina                                         |
| Yesenia               | 1986.         | Yesenia                                        |
| Quinceañera           | 1987.         | Maricruz Fernández Sarcoser                    |
| Dulce Desafío         | 1988.         | Lucero Sandoval                                |
| Guadalupe             | 1993.         | Guadalupe Zambrano Santos                      |
| Maria Bonita          | 1995.         | María "María Bonita" Reynoso                   |
| María Isabel          | 1997.         | María Isabel Sánchez                           |
| El Privilegio de amar | 1998.         | Cristina Miranda                               |
| Izvor                 | 2001.         | Alfonsina Valdés Rivero                        |
| Istinska ljubav       | 2003.         | Matilde Peñalver y Beristáin de Fuentes Guerra |
| La esposa virgen      | 2005.         | Virginia Alfaro                                |
| Fuego en la sangre    | 2008.         | Sofía Elizondo Acevedo                         |

| Naslov                            | Godina | Uloga |
| --------------------------------- | ------ | ----- |
| Los Amantes del Señor de la Noche | 1984.  |       |
| Un sábado más                     | 1985.  | Lucía |

## Vanjske poveznice
- Adela Noriega u internetskoj bazi filmova IMDb-u (engl.)